# Giải vô địch bóng đá thế giới 1950
Giải vô địch bóng đá thế giới 1950 (tên chính thức là 1950 Football World Cup - Brazil hay IV Campeonato Mundial de Futebol trong tiếng Bồ Đào Nha) là giải vô địch bóng đá thế giới lần thứ tư và là giải vô địch bóng đá thế giới đầu tiên được tổ chức sau hai năm 1942 và 1946 không diễn ra do ảnh hưởng của Chiến tranh thế giới thứ hai. Đây là lần thứ hai giải vô địch bóng đá thế giới được tổ chức tại Nam Mỹ sau lần đầu tiên là vào năm 1930 tại Uruguay. Giải đấu được tổ chức từ ngày 24 tháng 6 đến 16 tháng 7 năm 1950 tại Brasil. 
Sau 23 ngày và 22 trận đấu, Uruguay đã trở thành vô địch thế giới lần thứ hai. Còn Ý trở thành đội đương kim vô địch đầu tiên bị loại ngay từ vòng bảng. Đây là giải đấu duy nhất cho đến nay mà đội vô địch không được xác định bởi một trận chung kết duy nhất. Đây cũng là giải đấu đầu tiên mà chiếc cúp được đặt tên là Jules Rimet, để đánh dấu kỷ niệm 25 năm Jules Rimet làm chủ tịch FIFA.

## Vòng loại
34 đội bóng tham dự vòng loại được chia vào 10 nhóm để chọn ra 11 đội vào vòng chung kết cùng với nước chủ nhà Brasil và đội đương kim vô địch Ý. Đáng chú ý, ĐT Anh đã lần đầu tiên xuất hiện tại World Cup sau 3 kỳ từ chối tham dự. 
Một số đội đã từ chối tham gia giai đoạn vòng loại, bao gồm hầu hết các quốc gia đứng sau Bức màn Sắt như Liên Xô, Tiệp Khắc và Hungary. Cuối cùng, Nam Tư là quốc gia Đông Âu duy nhất tham dự giải đấu.
Argentina, Ecuador và Peru ở Nam Mỹ rút lui sau lễ bốc thăm vòng loại, trường hợp của Argentina là do tranh chấp với Liên đoàn bóng đá Brazil. Điều này có nghĩa là Chile, Bolivia, Paraguay và Uruguay đã mặc định vượt qua vòng loại của Nam Mỹ. Ở châu Á, Philippines, Indonesia và Miến Điện đều rút lui, Ấn Độ nghiễm nhiên vào vòng chung kết. Tại châu Âu, Áo và Bỉ rút lui khỏi vòng loại, đồng nghĩa với việc Thụy Sĩ và Thổ Nhĩ Kỳ đã đủ điều kiện mà không cần phải thi đấu lượt trận cuối cùng.

## Các sân vận động
| Rio de Janeiro                                                                                                 | São Paulo                                      | Belo Horizonte                               |
| --- | ---------------------------------------------- | -------------------------------------------- |
| Sân vận động Maracanã                                                                                          | Sân vận động Pacaembu                          | Sân vận động Sete de Setembro                |
| 22°54′43,8″N 43°13′48,59″T / 22,9°N 43,21667°T                                                                 | 23°32′55,1″N 46°39′54,4″T / 23,53333°N 46,65°T | 19°54′30″N 43°55′4″T / 19,90833°N 43,91778°T |
| Sức chứa: 199.854                                                                                              | Sức chứa: 60.000                               | Sức chứa: 30.000                             |
| |                                                |                                              |
| Rio de JaneiroSão PauloBelo Horizonte Curitiba · Porto AlegreRecifeGiải vô địch bóng đá thế giới 1950 (Brasil) |                                                |                                              |
| Curitiba | Porto Alegre                                   | Recife                                       |
| 25°26′22″N 49°15′21″T / 25,43944°N 49,25583°T                                                                  | 30°3′42″N 51°13′38″T / 30,06167°N 51,22722°T   | 8°3′46,63″N 34°54′10,73″T / 8,05°N 34,9°T    |
| Sân vận động Durival de Britto                                                                                 | Sân vận động Eucaliptos                        | Sân vận động Ilha do Retiro                  |
| Sức chứa: 10.000                                                                                               | Sức chứa: 20.000                               | Sức chứa: 20.000                             |
| |                                                |                                              |

## Phân nhóm
| Nhóm 1                                                     | Nhóm 2                                                                      | Nhóm 3                                | Nhóm 4                                                                                         |
| ---------------------------------------------------------- | --------------------------------------------------------------------------- | ------------------------------------- | ---------------------------------------------------------------------------------------------- |
| - Brasil (Chủ nhà) - Ý (Đương kim vô địch) - Anh - Uruguay | - Scotland (Bỏ cuộc trước khi bốc thăm) - Thụy Điển - Thụy Sĩ - Tây Ban Nha | - Bolivia - Chile - Paraguay - Nam Tư | - Ấn Độ - México - Thổ Nhĩ Kỳ (Bỏ cuộc trước khi bốc thăm) - Perú (Bỏ cuộc trước khi bốc thăm) |

## Thể thức
Ban tổ chức giải đấu của Brazil đã đề xuất một thể thức thi đấu mới nhằm tối đa hóa các trận đấu và doanh thu bán vé bởi sân vận động và cơ sở hạ tầng quá đắt đỏ. 13 đội được chia thành bốn bảng đấu vòng một, đội đứng đầu mỗi bảng sẽ tiến vào vòng bảng cuối cùng, thi đấu theo thể thức vòng tròn tính điểm để xác định đội giành cúp. Một giải đấu loại trực tiếp, như đã được sử dụng vào năm 1934 và 1938, chỉ có mười sáu trận đấu (bao gồm cả trận tranh hạng ba), trong khi hai vòng đấu theo thể thức bảng được đề xuất sẽ đảm bảo ba mươi trận và do đó doanh thu từ vé nhiều hơn. Ngoài ra, thể thức này sẽ đảm bảo mỗi đội chơi ít nhất ba trận và tạo thêm động lực cho các đội châu Âu thực hiện hành trình đến Nam Mỹ và thi đấu. FIFA đã phản đối đề xuất này, nhưng sau đó đã xem xét lại khi phía Brasil đe dọa sẽ không đăng cai giải đấu nếu thể thức này không được sử dụng.
Ở mỗi bảng, các đội được 2 điểm nếu thắng và 1 điểm nếu hòa. Nếu các đội đứng đầu trong một bảng bằng điểm nhau, một trận playoff sẽ được tổ chức để xác định đội chiến thắng trong nhóm.

## Trọng tài
| Châu Âu - Alois Beranek - Arthur Edward Ellis - George Reader - Reginald Leafe - Charles de La Salle - Generoso Dattillo - Giovanni Galeati - Karel van der Meer - José da Costa - George Mitchell - José García Carrión - Ramón Roma Azon - Gunnar Dahlner - Ivan Eklind - Jean Lutz - Benjamin Griffiths - Leo Lemešić | Bắc Mỹ - Estevez Texada - Prudencio Garcia Nam Mỹ - Alfredo Álvarez - Alberto da Gama Malcher - Mario Gardelli - Mario Gonçalves Viana - Sergio Bustamante - Cayetano de Nicola - Mario Ruben Heyn - Esteban Marino |

## Vòng bảng

### Bảng 1
| VT | Đội     | ST | T | H | B | BT | BB | HS | Đ | Giành quyền tham dự |
| -- | ------- | -- | - | - | - | -- | -- | -- | - | ------------------- |
| 1  | Brasil  | 3  | 2 | 1 | 0 | 8  | 2  | +6 | 5 | Vòng đấu chung kết  |
| 2  | Nam Tư  | 3  | 2 | 0 | 1 | 7  | 3  | +4 | 4 |                     |
| 3  | Thụy Sĩ | 3  | 1 | 1 | 1 | 4  | 6  | −2 | 3 |                     |
| 4  | México  | 3  | 0 | 0 | 3 | 2  | 10 | −8 | 0 |                     |

| Brasil                                    | 4–0      | México |
| ----------------------------------------- | -------- | ------ |
| Ademir 30', 79' · Jair 65' · Baltazar 71' | Chi tiết |        |

| Nam Tư                                   | 3–0      | Thụy Sĩ |
| ---------------------------------------- | -------- | ------- |
| Mitić 59' · Tomašević 70' · Ognjanov 75' | Chi tiết |         |

| Brasil                    | 2–2      | Thụy Sĩ         |
| ------------------------- | -------- | --------------- |
| Alfredo 3' · Baltazar 32' | Chi tiết | Fatton 17', 88' |

| Nam Tư                                            | 4–1      | México            |
| ------------------------------------------------- | -------- | ----------------- |
| Bobek 19' · Ž. Čajkovski 22', 62' · Tomašević 81' | Chi tiết | Ortiz 89' (ph.đ.) |

| Brasil                  | 2–0      | Nam Tư |
| ----------------------- | -------- | ------ |
| Ademir 4' · Zizinho 69' | Chi tiết |        |

| Thụy Sĩ                 | 2–1      | México      |
| ----------------------- | -------- | ----------- |
| Bader 10' · Antenen 44' | Chi tiết | Casarín 89' |

### Bảng 2
| VT | Đội         | ST | T | H | B | BT | BB | HS | Đ | Giành quyền tham dự |
| -- | ----------- | -- | - | - | - | -- | -- | -- | - | ------------------- |
| 1  | Tây Ban Nha | 3  | 3 | 0 | 0 | 6  | 1  | +5 | 6 | Vòng đấu chung kết  |
| 2  | Anh         | 3  | 1 | 0 | 2 | 2  | 2  | 0  | 2 |                     |
| 3  | Chile       | 3  | 1 | 0 | 2 | 5  | 6  | −1 | 2 |                     |
| 4  | Hoa Kỳ      | 3  | 1 | 0 | 2 | 4  | 8  | −4 | 2 |                     |

| Anh                         | 2–0      | Chile |
| --------------------------- | -------- | ----- |
| Mortensen 27' · Mannion 51' | Chi tiết |       |

| Tây Ban Nha                             | 3–1      | Hoa Kỳ      |
| --------------------------------------- | -------- | ----------- |
| Igoa 81' · Basora 83' · Telmo Zarra 89' | Chi tiết | Pariani 17' |

| Tây Ban Nha                  | 2–0      | Chile |
| ---------------------------- | -------- | ----- |
| Basora 17' · Telmo Zarra 30' | Chi tiết |       |

| Hoa Kỳ       | 1–0      | Anh |
| ------------ | -------- | --- |
| Gaetjens 38' | Chi tiết |     |

| Tây Ban Nha     | 1–0      | Anh |
| --------------- | -------- | --- |
| Telmo Zarra 48' | Chi tiết |     |

| Chile                                                     | 5–2      | Hoa Kỳ                         |
| --------------------------------------------------------- | -------- | ------------------------------ |
| Robledo 16' · Riera 32' · Cremaschi 54', 82' · Prieto 60' | Chi tiết | Wallace 47' · Maca 48' (ph.đ.) |

### Bảng 3
| VT | Đội       | ST | T | H | B | BT | BB | HS | Đ | Giành quyền tham dự |
| -- | --------- | -- | - | - | - | -- | -- | -- | - | ------------------- |
| 1  | Thụy Điển | 2  | 1 | 1 | 0 | 5  | 4  | +1 | 3 | Vòng đấu chung kết  |
| 2  | Ý         | 2  | 1 | 0 | 1 | 4  | 3  | +1 | 2 |                     |
| 3  | Paraguay  | 2  | 0 | 1 | 1 | 2  | 4  | −2 | 1 |                     |

 Ấn Độ cũng được xếp vào bảng đấu này nhưng đã bỏ cuộc.
| Thụy Điển                        | 3–2      | Ý                               |
| -------------------------------- | -------- | ------------------------------- |
| Jeppson 25', 68' · Andersson 33' | Chi tiết | Carapellese 7' · Muccinelli 75' |

| Thụy Điển                  | 2–2      | Paraguay                     |
| -------------------------- | -------- | ---------------------------- |
| Sundqvist 17' · Palmér 26' | Chi tiết | López 35' · López Fretes 74' |

| Ý                                | 2–0      | Paraguay |
| -------------------------------- | -------- | -------- |
| Carapellese 12' · Pandolfini 62' | Chi tiết |          |

### Bảng 4
| VT | Đội     | ST | T | H | B | BT | BB | HS | Đ | Giành quyền tham dự |
| -- | ------- | -- | - | - | - | -- | -- | -- | - | ------------------- |
| 1  | Uruguay | 1  | 1 | 0 | 0 | 8  | 0  | +8 | 2 | Vòng đấu chung kết  |
| 2  | Bolivia | 1  | 0 | 0 | 1 | 0  | 8  | −8 | 0 |                     |

 Pháp cũng được xếp vào bảng đấu này, nhưng đã bỏ cuộc.
| Uruguay                                                                          | 8–0      | Bolivia |
| -------------------------------------------------------------------------------- | -------- | ------- |
| Míguez 14', 40', 51' · Vidal 18' · Schiaffino 23', 54' · Pérez 83' · Ghiggia 87' | Chi tiết |         |

## Vòng đấu chung kết
| VT | Đội         | ST | T | H | B | BT | BB | HS  | Đ | Kết quả chung cuộc |
| -- | ----------- | -- | - | - | - | -- | -- | --- | - | ------------------ |
| 1  | Uruguay (C) | 3  | 2 | 1 | 0 | 7  | 5  | +2  | 5 | Vô địch            |
| 2  | Brasil      | 3  | 2 | 0 | 1 | 14 | 4  | +10 | 4 |                    |
| 3  | Thụy Điển   | 3  | 1 | 0 | 2 | 6  | 11 | −5  | 2 |                    |
| 4  | Tây Ban Nha | 3  | 0 | 1 | 2 | 4  | 11 | −7  | 1 |                    |

| Uruguay                  | 2–2      | Tây Ban Nha     |
| ------------------------ | -------- | --------------- |
| Ghiggia 29' · Varela 73' | Chi tiết | Basora 37', 39' |

| Brasil                                                  | 7–1      | Thụy Điển             |
| ------------------------------------------------------- | -------- | --------------------- |
| Ademir 17', 36', 52', 58' · Chico 39', 88' · Maneca 85' | Chi tiết | Andersson 67' (ph.đ.) |

| Brasil                                                    | 6–1      | Tây Ban Nha |
| --------------------------------------------------------- | -------- | ----------- |
| Ademir 15', 57' · Jair 21' · Chico 31', 55' · Zizinho 67' | Chi tiết | Igoa 71'    |

| Uruguay                       | 3–2      | Thụy Điển                 |
| ----------------------------- | -------- | ------------------------- |
| Ghiggia 39' · Míguez 77', 85' | Chi tiết | Palmér 5' · Sundqvist 40' |

| Thụy Điển                                 | 3–1      | Tây Ban Nha |
| ----------------------------------------- | -------- | ----------- |
| Sundqvist 15' · Mellberg 33' · Palmér 80' | Chi tiết | Zarra 82'   |

| Uruguay                      | 2–1      | Brasil     |
| ---------------------------- | -------- | ---------- |
| Schiaffino 66' · Ghiggia 79' | Chi tiết | Friaça 47' |

## Vô địch
| Vô địch World Cup 1950 Uruguay Lần thứ hai |

## Danh sách cầu thủ ghi bàn
9 bàn
- Ademir

| 5 bàn - Óscar Míguez | 4 bàn - Chico - Estanislau Basora - Telmo Zarra - Alcides Ghiggia | 3 goals - Karl-Erik Palmér - Stig Sundqvist - Juan Alberto Schiaffino |

2 bàn
| - Baltazar - Jair - Zizinho - Atilio Cremaschi | - Riccardo Carapellese - Silvestre Igoa - Sune Andersson - Hasse Jeppson | - Jacques Fatton - Željko Čajkovski - Kosta Tomašević |

1 bàn
| - Alfredo - Friaça - Maneca - Andrés Prieto - George Robledo - Fernando Riera - Wilf Mannion - Stan Mortensen - Ermes Muccinelli | - Egisto Pandolfini - Horacio Casarín - Héctor Ortiz - Atilio López - César López Fretes - Bror Mellberg - Charles Antenen - René Bader - Joe Gaetjens | - Joe Maca - Gino Pariani - Frank Wallace - Julio Pérez - Obdulio Varela - Ernesto Vidal - Rajko Mitić - Stjepan Bobek - Tihomir Ognjanov |

phản lưới nhà
- José Parra (trận gặp Brasil)

## Bảng xếp hạng giải đấu
| R                   | Đội         | G | P | T | H | B | BT | BB | GD  | Pts. |
| ------------------- | ----------- | - | - | - | - | - | -- | -- | --- | ---- |
| 1                   | Uruguay     | 4 | 4 | 3 | 1 | 0 | 15 | 5  | +10 | 7    |
| 2                   | Brasil      | 1 | 6 | 4 | 1 | 1 | 22 | 6  | +16 | 9    |
| 3                   | Thụy Điển   | 3 | 5 | 2 | 1 | 2 | 11 | 15 | -4  | 5    |
| 4                   | Tây Ban Nha | 2 | 6 | 3 | 1 | 2 | 10 | 12 | −2  | 7    |
| Bị loại ở vòng bảng |             |   |   |   |   |   |    |    |     |      |
| 5                   | Nam Tư      | 1 | 3 | 2 | 0 | 1 | 7  | 3  | +4  | 4    |
| 6                   | Thụy Sĩ     | 1 | 3 | 1 | 1 | 1 | 4  | 6  | −2  | 3    |
| 7                   | Ý           | 3 | 2 | 1 | 0 | 1 | 4  | 3  | +1  | 2    |
| 8                   | Anh         | 2 | 3 | 1 | 0 | 2 | 2  | 2  | 0   | 2    |
| 9                   | Chile       | 2 | 3 | 1 | 0 | 2 | 5  | 6  | −1  | 2    |
| 10                  | Hoa Kỳ      | 2 | 3 | 1 | 0 | 2 | 4  | 8  | −4  | 2    |
| 11                  | Paraguay    | 3 | 2 | 0 | 1 | 1 | 2  | 4  | −2  | 1    |
| 12                  | México      | 1 | 2 | 0 | 0 | 3 | 2  | 10 | −8  | 0    |
| 13                  | Bolivia     | 4 | 1 | 0 | 0 | 1 | 0  | 8  | −8  | 0    |

Pháp và Ấn Độ là hai đội bỏ cuộc.